# Johannes Hessen
Johannes Hessen (* 14. September 1889 in Lobberich; † 28. August 1971 in Bad Honnef) war ein deutscher Philosoph und römisch-katholischer Theologe.

## Leben
Hessen stammte aus einer Bauernfamilie und studierte nach dem Abitur am Collegium Augustinianum Gaesdonck in Münster Theologie und Philosophie. Nach der Priesterweihe 1914 in Münster war Hessen in Duisburg und Lette als Seelsorger tätig. 1916 wurde er in Münster mit einer Arbeit über Die Begründung der Erkenntnis nach dem hl. Augustinus zum Dr. theol. promoviert. Zwei Jahre später folgte in Würzburg die philosophische Promotion über Die Religionsphilosophie des Neukantianismus.
Die Begegnung mit Max Scheler im Winter 1918/19 war für Hessen von großer Bedeutung: Er habilitierte sich in Köln bei dem Philosophen und bekam 1921 die Lehrerlaubnis für das Fach Philosophie verliehen. Damit begann Hessens rege Lehr- und Forschungstätigkeit, die sich nicht zuletzt in einer immensen Vielzahl von Schriften manifestiert. Ein Ordinariat, also einen Lehrstuhl an einer Universität, hatte Hessen dabei nie inne.
Weil Hessen sich in seinem Denken vor allem an Augustinus ausrichtete, während die zeitgenössische Theologie sich vor allem auf Thomas von Aquin berief, geriet er rasch in Modernismusverdacht. Die Auseinandersetzung mit kirchlichen Stellen führte 1928 zum Verbot von Hessens Büchern Die Weltanschauung des Thomas von Aquin und Erkenntnistheorie durch die Bischöfe von Köln und Münster. Der Kölner Kardinal Karl Joseph Schulte suspendierte Hessen danach sogar als außerordentlicher Professor, was sich aber juristisch letztlich nicht durchsetzen ließ.
Hessens Orientierung an den Werten der abendländischen Tradition und seine Ablehnung des Sozialdarwinismus und anderer Ideologeme des Nationalsozialismus brachten ihn rasch in Gegensatz zu der seit 1933 herrschenden Diktatur. Als Folge wurde ihm die venia legendi entzogen, sein Gehalt wurde einbehalten, drei seiner Bücher wurden eingezogen, er erhielt Redeverbot, und man drohte ihm schließlich mit dem Konzentrationslager. Daraufhin begab Hessen sich in eine Art innerer Emigration nach Aegidienberg im Siebengebirge, wo er sein dreibändiges Lehrbuch der Philosophie schrieb, das erst 1947–50 erscheinen konnte.
1954 erhielt Hessen seinen Wiedergutmachungsbescheid, nachdem sich  Konrad Adenauer, Romano Guardini und Karl Jaspers für ihn eingesetzt hatten. Hessen war Mitglied in der „Aktionsgemeinschaft gegen die atomare Bewaffnung der Bundeswehr“. 1956 gehörte er zu den Gründungs-Herausgebern der Blätter für deutsche und internationale Politik.
Papst Paul VI. ernannte Hessen anlässlich dessen 80. Geburtstages 1969 zum Päpstlichen Ehrenprälaten. Am 28. August 1971 starb Hessen und wurde in Aegidienberg begraben.

## Publikationen
- Die Begründung der Erkenntnis nach dem hl. Augustinus. Münster 1916. XII, 54 S. [Teildr. Diss. Univ. Münster 1916]
- Die Begründung der Erkenntnis nach dem hl. Augustinus. Als: Beiträge zur Geschichte der Philosophie des Mittelalters. Texte und Untersuchungen. Bd. 19.2. Münster 1916. XII, 118 S. [Diss. Univ. Münster 1916]
- Die Absolutheit des Christentums. Religionsphilosophisch und apologetisch dargestellt. Als: Rüstzeug der Gegenwart. Neue Folge. Bd. 6. Köln 1917. 62 S.
- Die Religionsphilosophie des Neukantianismus. Dettelbach 1918. VI, 62 S. [Teildr. Diss. Univ. Würzburg 1918]
- Mercier als Philosoph. Als: Kampf um Belgien. H. 16. Mönchen Gladbach 1918. 20 S.
- Die Religionsphilosophie des Neukantianismus. Als: Freiburger theologische Studien. Bd. 23. Freiburg Breisgau 1919. VIII, 94 S. [Diss. Univ. Würzburg 1918] – 2., erw. Aufl. 1924. Die Religionsphilosophie des Neukantianismus. Dargestellt und gewürdigt. Als: Freiburger theologische Studien. Bd. 23. Freiburg Breisgau 1924. X, 198 S.
- Die unmittelbare Gotteserkenntnis nach dem hl. Augustinus. Paderborn 1919. 60 S.
- Graf von Hertling als Augustinusforscher. Düsseldorf 1919. 21 S.
- Der augustinische Gottesbeweis. Historisch und systematisch dargestellt. Münster 1920. 112 S.
- Malebranches Verhältnis zu Augustin. In: Philosophisches Jahrbuch. Bd. 33. H. 1. Fulda 1920. S. 53–62.
- Augustinische und thomistische Erkenntnislehre. Eine Untersuchung über die Stellung des hl. Thomas von Aquin zur augustinischen Erkenntnislehre. Paderborn 1921. 72 S.
- Patristische und scholastische Philosophie. Als: Jedermanns Bücherei. Abteilung Philosophie. Bd. 3. Breslau 1922. 128 S.
- Hegels Trinitätslehre. Zugleich eine Einführung in Hegels System. Als Freiburger theologische Studien. Bd. 26. Freiburg Breisgau 1922. 44 S.
- Die philosophischen Strömungen der Gegenwart. Als: Sammlung Kösel. Bd. 95. Kempten 1923. 118 S. – 2., neubearb. u. erw. Aufl. 1940. Rottenburg 1940. 162 S.
- Die Kategorienlehre Eduard von Hartmanns und ihre Bedeutung für die Philosophie der Gegenwart. Als: Wissen und Forschen. Schriften zur Einführung in die Philosophie. Bd. 17. Leipzig 1924. 140 S.
- Augustinus und seine Bedeutung für die Gegenwart. Stuttgart 1924. 128 S.
- Erkenntnistheorie. Als: Leitfäden der Philosophie. Bd. 2. Berlin 1926. 152 S.
- Die Weltanschauung des Thomas von Aquin. Stuttgart 1926. XII, 170 S.
- Das Kausalprinzip. Augsburg 1928. 292 S. – 2., erw. Aufl. 1958. München 1958. 300 S.
- Augustins Metaphysik der Erkenntnis. Berlin 1931. 328 S. – 2., neu bearb. Aufl. 1960. Leiden 1960. X, 298 S.
- Das Substanzproblem in der Philosophie der Neuzeit. Berlin 1932. 288 S.
- Die Methode der Metaphysik. Berlin 1932. 78 S. – 2. Aufl. 1955. Bonn 1955. 64 S.
- Der Sinn des Lebens. Zwölf Vorlesungen. Rottenburg 1933. 172 S. – 2. Aufl. – 3. Aufl. 1947. Rottenburg 1947. 154 S. – 4. Aufl. 1955. Münster 158 S.
- Der deutsche Genius und sein Ringen um Gott. Zehn Vorlesungen. Köln 1936. 142 S. – 2. Aufl. 1937. München 1937. 110 S.
- Wertphilosophie. Paderborn 1937. 262 S.
- Die Geistesströmungen der Gegenwart. Freiburg Breisgau 1937. 186 S.
- Die Werte des Heiligen. Eine neue Religionsphilosophie. Regensburg 1938. 282 S. – 2. Aufl. 1951. Regensburg 1951. 242 S.
- Platonismus und Prophetismus. Die antike und die biblische Geisteswelt in strukturvergleichender Betrachtung. München 1939. 240 S. – 2. Aufl. 1955.
- Zus. m. Karl Helm u. Georg Wünsch: Zum Verständnis des religiösen Phänomens. Als: Aus der Welt der Religion. Forschungen und Berichte. Religionswissenschaftliche Reihe. Neue Folge. Bd. 2. Berlin 1940. 80 S.
- Das Problem des Möglichen. Nicolai Hartmanns Modallehre in kritischer Beleuchtung. In: Philosophisches Jahrbuch. Bd. 53. H. 2. Fulda 1940. S. 145–166.
- Antinomien zwischen Ethik und Religion. Zu Rudolf Ottos Gespräch mit Nicolai Hartmann. In: Philosophisches Jahrbuch. Bd. 54. H. 4. Fulda 1941. S. 454–461.
- Die Ewigkeitswerte der deutschen Philosophie. Ein philosophisches Brevier. Hamburg 1942. 288 S.
- Der geistige Wiederaufbau Deutschlands. Rede über die Erneuerung des deutschen Geisteslebens. Stuttgart 1946. 120 S.
- Gott im Zeitgeschehen. Bonn 1946. 32 S.
- Lehrbuch der Philosophie. 3 Bde. München 1947–1950. Bd. 1: Wissenschaftslehre. 1947. 316 S. – Bd. 2: Wertlehre. 1948. 298 S. – Bd. 3: Wirklichkeitslehre. 1950. 372 S.
- Die Frohbotschaft für die Menschen von heute. Essen 1947. 420 S.
- Existenzphilosophie. Grundlinien einer Philosophie des menschlichen Daseins. Als: Zeit und Leben im Geiste des Ganzen. o. Bd. Essen 1947. 108 S. – 2., verb. Aufl. 1948. Essen 1948. 110 S.
- Luther in katholischer Sicht. Grundlegung eines ökumenischen Gespräches. Bonn 1947. 72 S. – 2. Aufl. 1949.
- Die Philosophie des heiligen Augustinus. Als: Görres-Bibliothek. Bd. 55. Nürnberg 1947. 64 S.
- Von der Aufgabe der Philosophie und dem Wesen des Philosophen. Zwei Vorlesungen. Heidelberg 1947. 46 S.
- Religionsphilosophie. 2 Bde. Essen 1948. Bd. 1: Methoden und Gestalten der Religionsphilosophie. 362 S. – Bd. 2: System der Religionsphilosophie. 400 S.
- Max Scheler. Eine kritische Einführung in seine Philosophie aus Anlass des 20. Jahrestages seines Todes. Als: Zeit und Leben im Geiste des Ganzen. o. Bd. Essen 1948. 134 S.
- Wesen und Wert der Philosophie. Eine Einführung in die Philosophie. Als: Görres-Bibliothek. Bd. 81. Nürnberg 1948. 52 S.
- Die Philosophie des 20. Jahrhunderts. Rottenburg 1951. 190 S.
- Universitätsreform. Rede. Mit einem Anhang: Neonazismus an deutscher Universität? Aktenmäßige Darstellung der Behandlung eines Naziopfers seitens der Universität Köln von Fabrikdirektor i. R. Johannes Scherer, Bensberg. Düsseldorf 1953. 32 S.
- Ethik. Grundzüge einer personalistischen Wertethik. Leiden 1954. X, 168 S.
- Thomas von Aquin und wir. München 1955. 146 S.
- Griechische oder biblische Theologie? Das Problem der Hellenisierung des Christentums in neuer Beleuchtung. Leipzig 1956. 198 S. – 2., durchges. u. erg. Aufl. 1962. München 1962. 168 S.
- Geistige Kämpfe der Zeit im Spiegel eines Lebens. Nürnberg 1959. 276 S.
- Im Ringen um eine zeitnahe Philosophie. Nürnberg 1959. 190 S.
- Wissen und Glauben. Als: Glauben und Wissen. Bd. 20. München 1959. 48 S.
- Der Absolutheitsanspruch des Christentums. Eine religionsphilosophische Untersuchung. Als: Glauben und Wissen. Bd. 25. München 1963. 110 S.